# Scutellidium machairopoides
Scutellidium machairopoides is een eenoogkreeftjessoort uit de familie van de Tisbidae. De wetenschappelijke naam van de soort is voor het eerst geldig gepubliceerd in 1928 door Monard.